# VR Sm6
De Sm6, ook wel Allegro genoemd, is een ElettroTreno Rapido, een elektrisch Pendolino-treinstel bestemd voor het langeafstandspersonenvervoer van de Finse spoorwegmaatschappij VR-Yhtymä (VR) en de Russische maatschappij Rossiskie Zheleznie Dorogi (RZD).

## Geschiedenis
De zesdelige treinen zijn afgeleid van de ETR 460. De eerste twee treinen werden door Rautaruukki-Transtech gebouwd, tegenwoordig onderdeel van de Spaanse Talgo-Groep. Op 27 november 1995 werd met twee prototype treinen van de serie Sm3 begonnen op het traject tussen Helsinki en Turku. In 1997 werd een serie van zes treinen besteld. De levering begon in november 2000. Op 26 maart 2002 besteedde de VR nog eens acht treinen bij Alstom. Deze treinen werden in 2006 geleverd. In 2008 werden vier treinen van het type Sm6 besteld voor het personenvervoer tussen Helsinki en de Russische stad Sint-Petersburg. Deze treinen werden door Alstom Savigliano in Italië gebouwd, werden in 2010 verscheept naar Vuosaari en aan VR geleverd.

## Constructie en techniek
Het treinstel is opgebouwd uit een aluminium frame met luchtgeveerde draaistellen. Het treinstel is uitgerust met kantelbaktechniek. Door deze installatie is het mogelijk dat het rijtuig ongeveer 8° gaat kantelen en daardoor meer comfort in de bochten merkbaar is. De spoorwijdte in Finland is 1524 mm en de spoorwijdte in Rusland is 1520 mm.

### Nummers
De treinen werden door Liikennevirasto als volgt genummerd:
- Sm6 7501-7504

## Treindiensten
De treinen werden door VR en RZD vanaf 12.12.2010 (tot de Russische inval in Oekraïne in 2022) ingezet op het volgende traject:
- Helsinki - St. Petersburg

## Foto’s

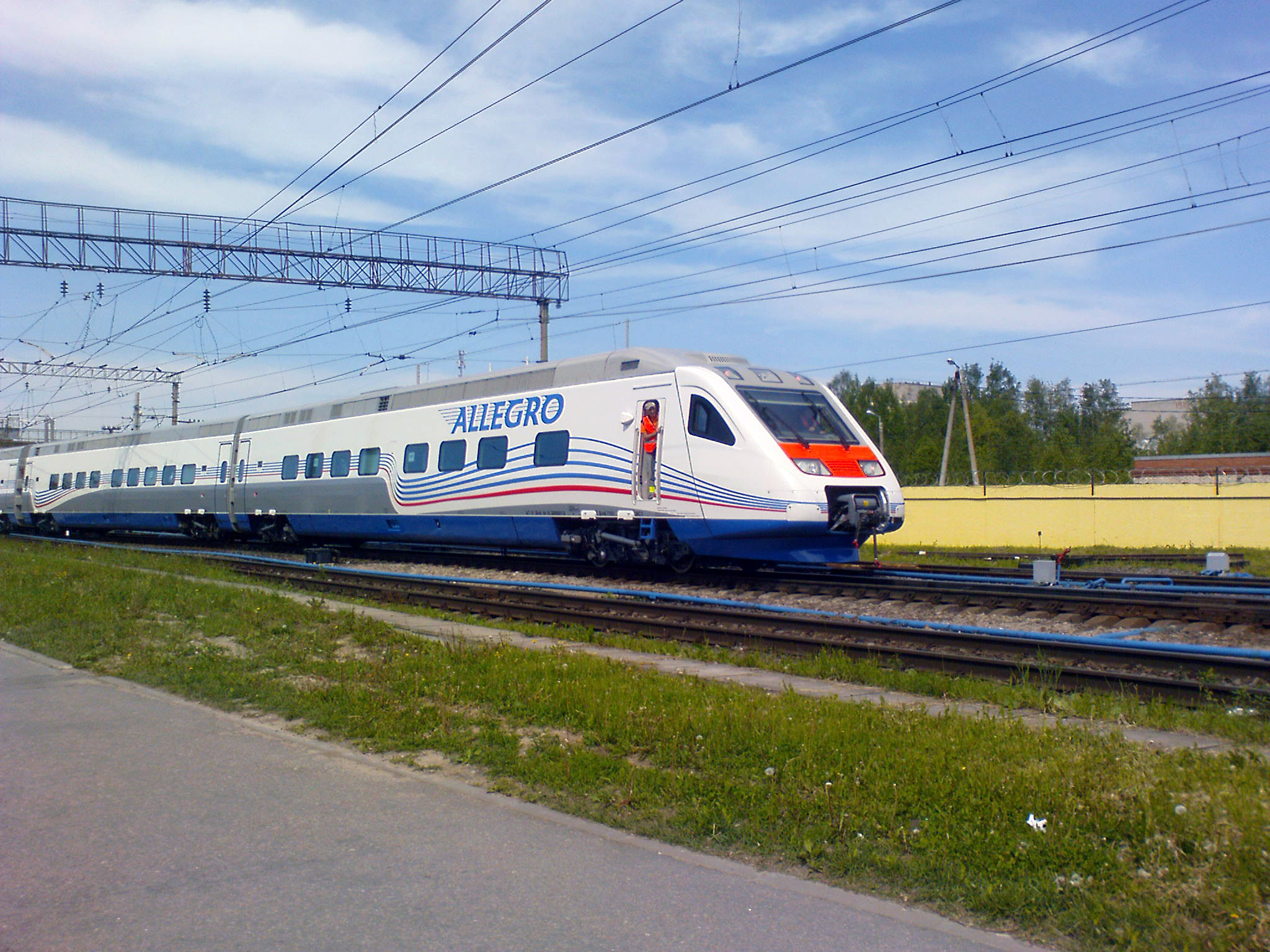
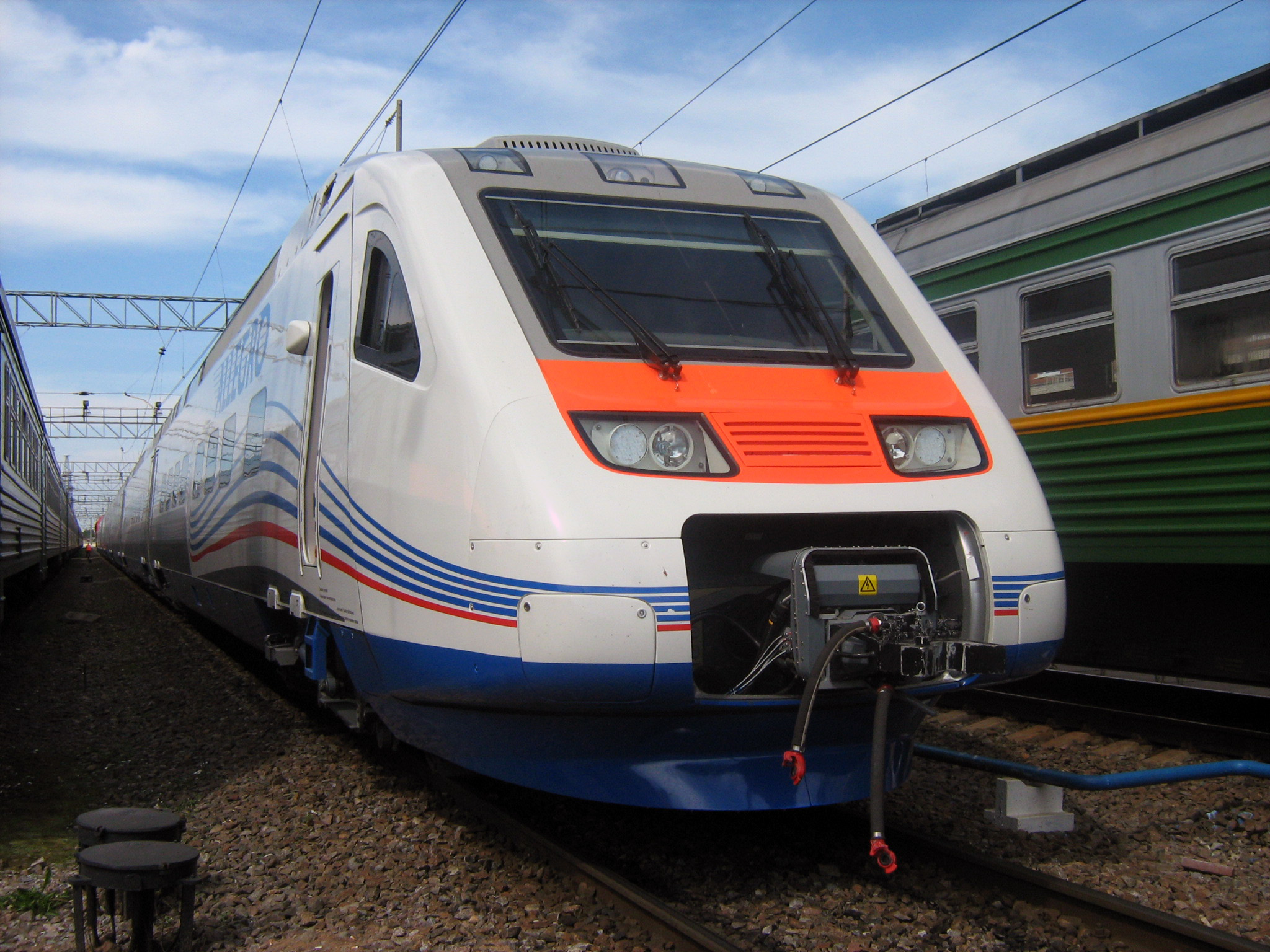
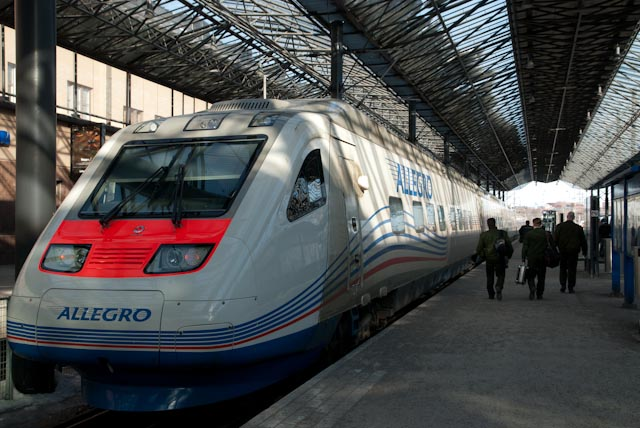
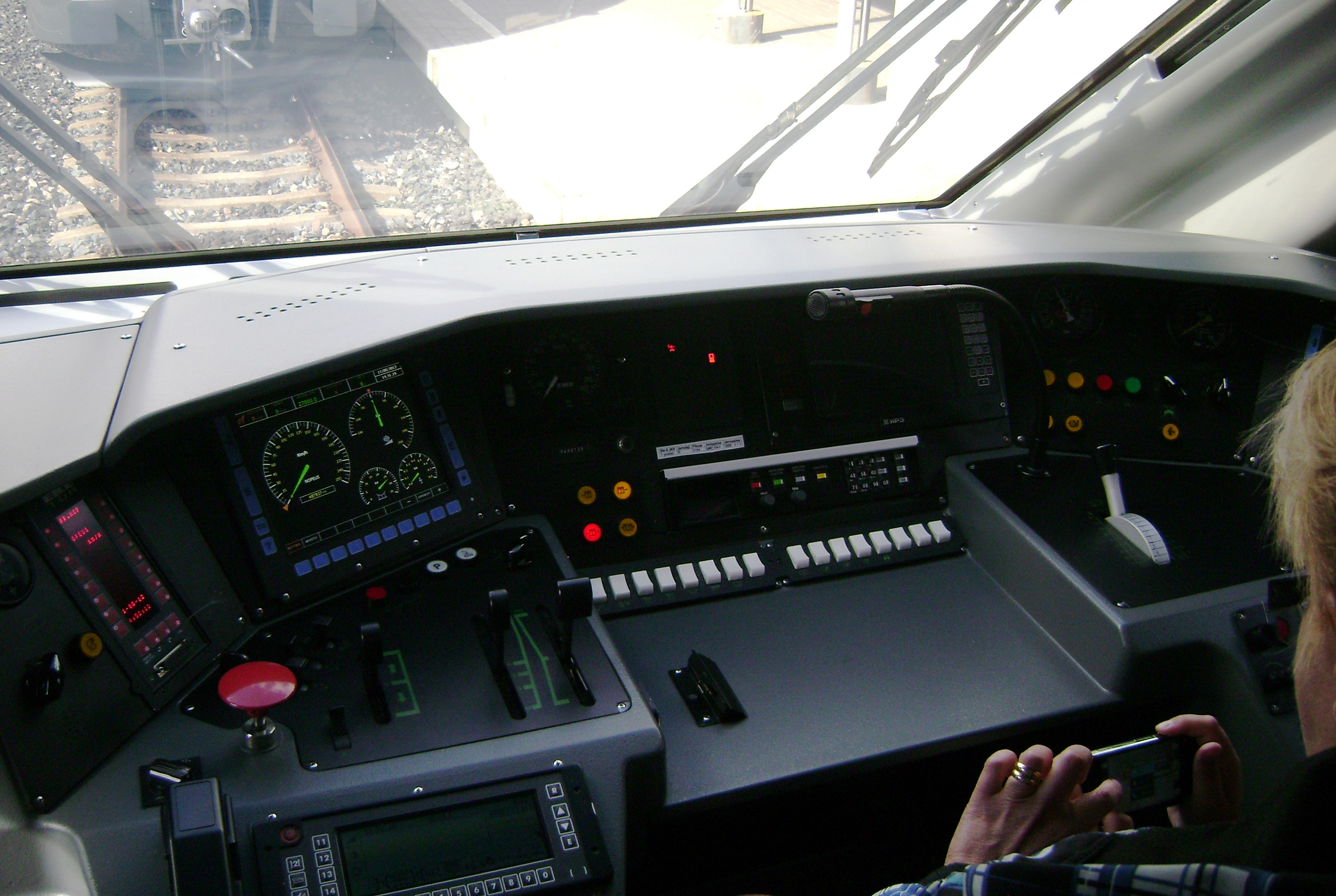
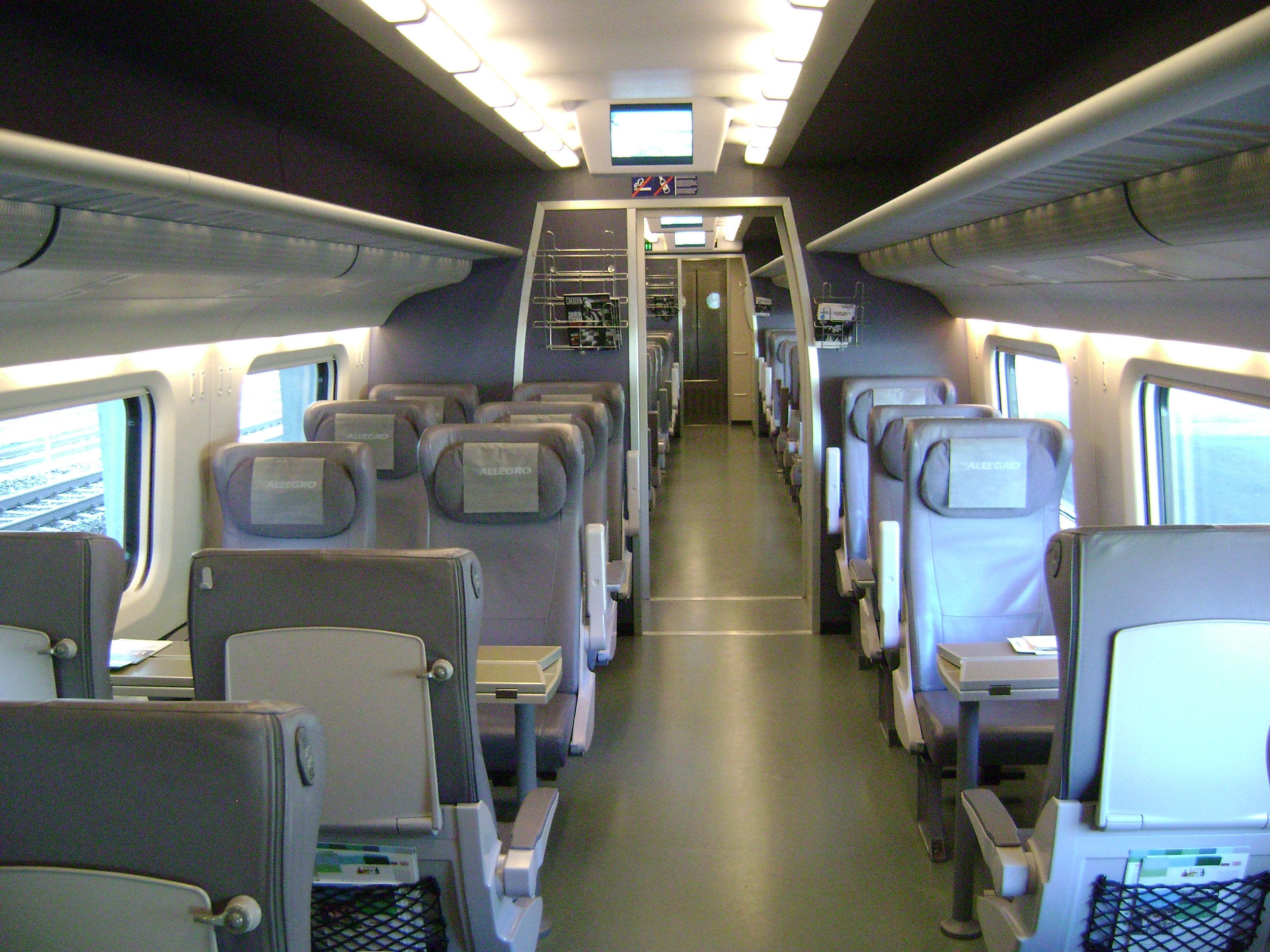
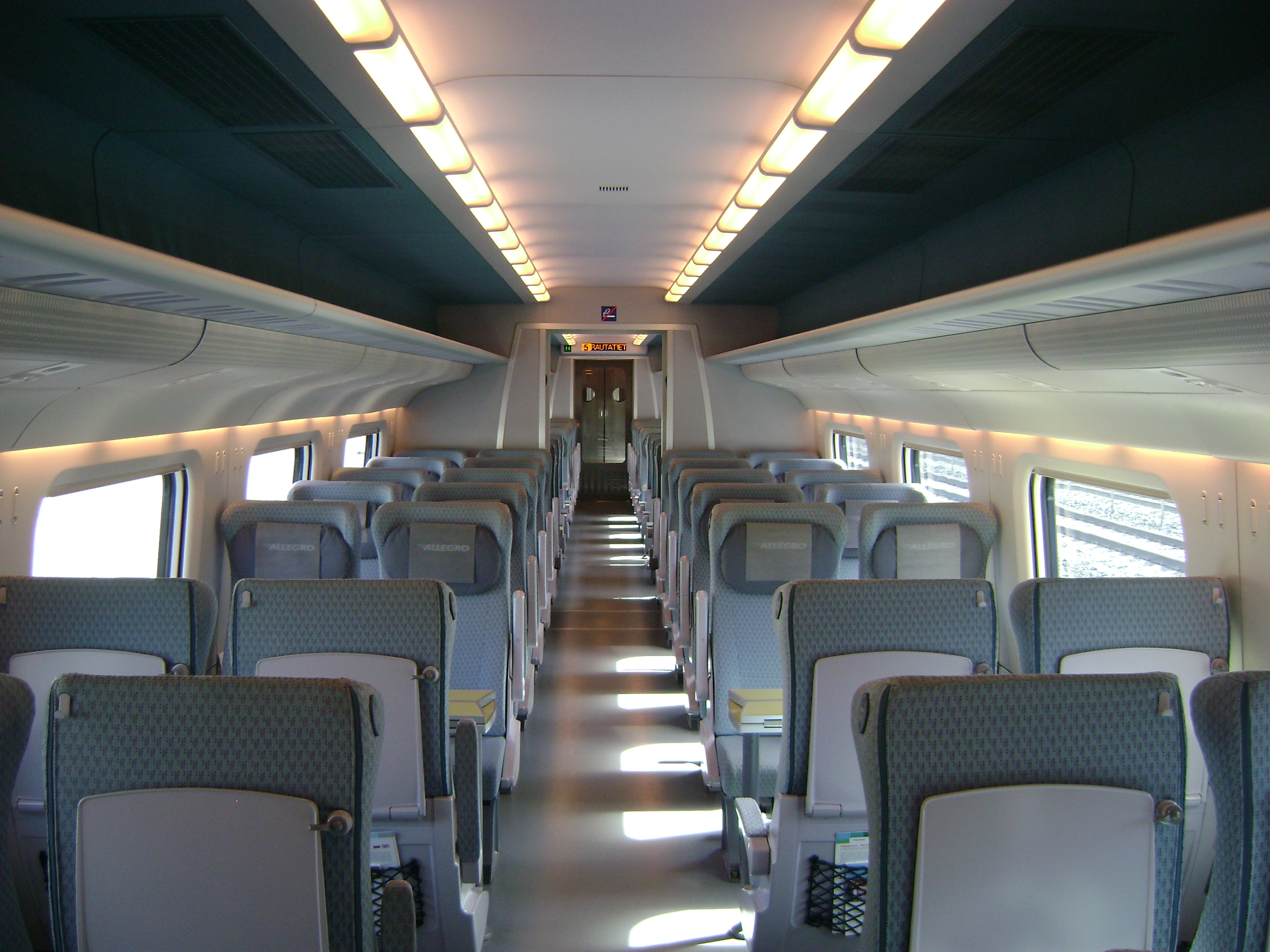
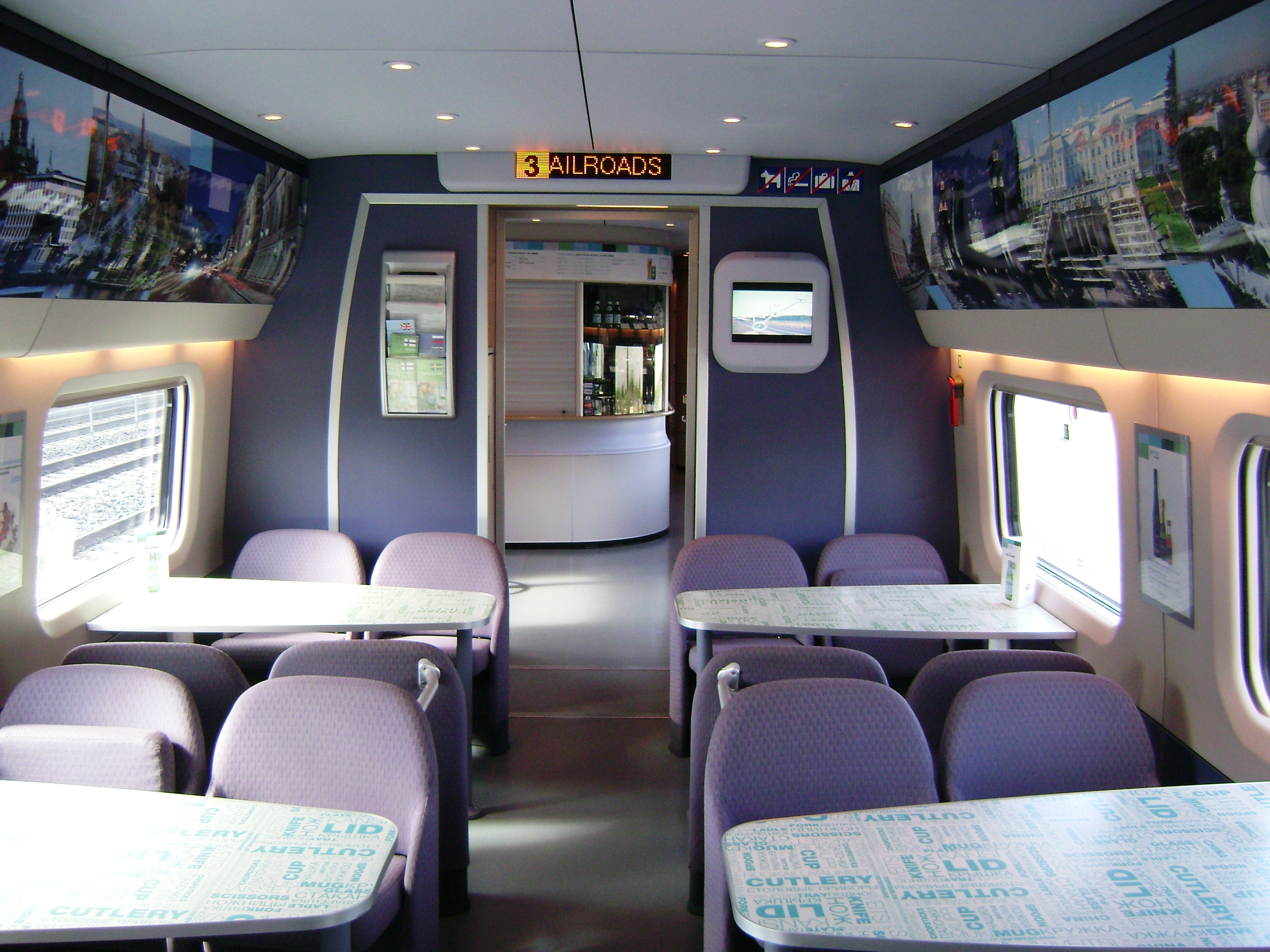
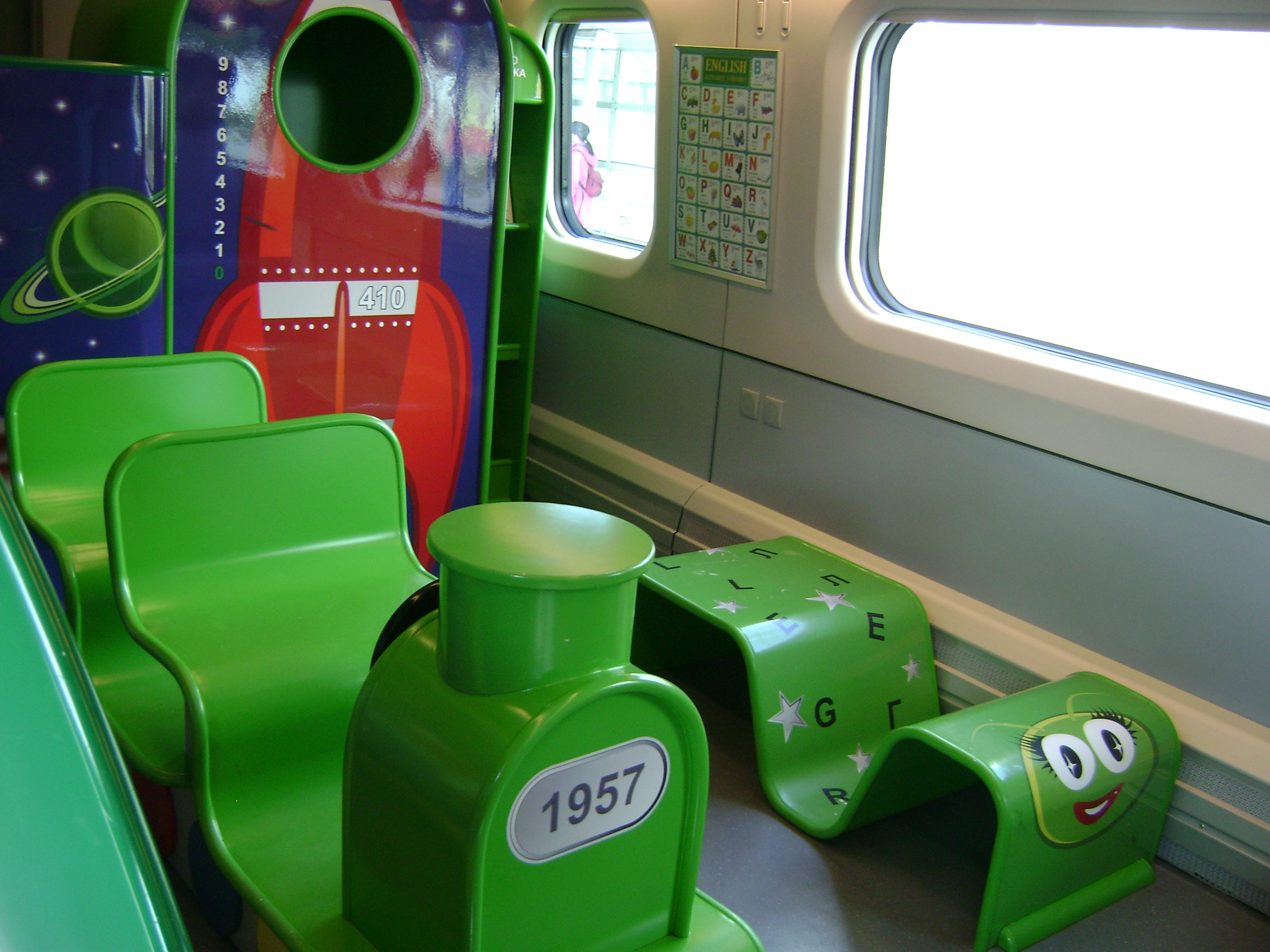
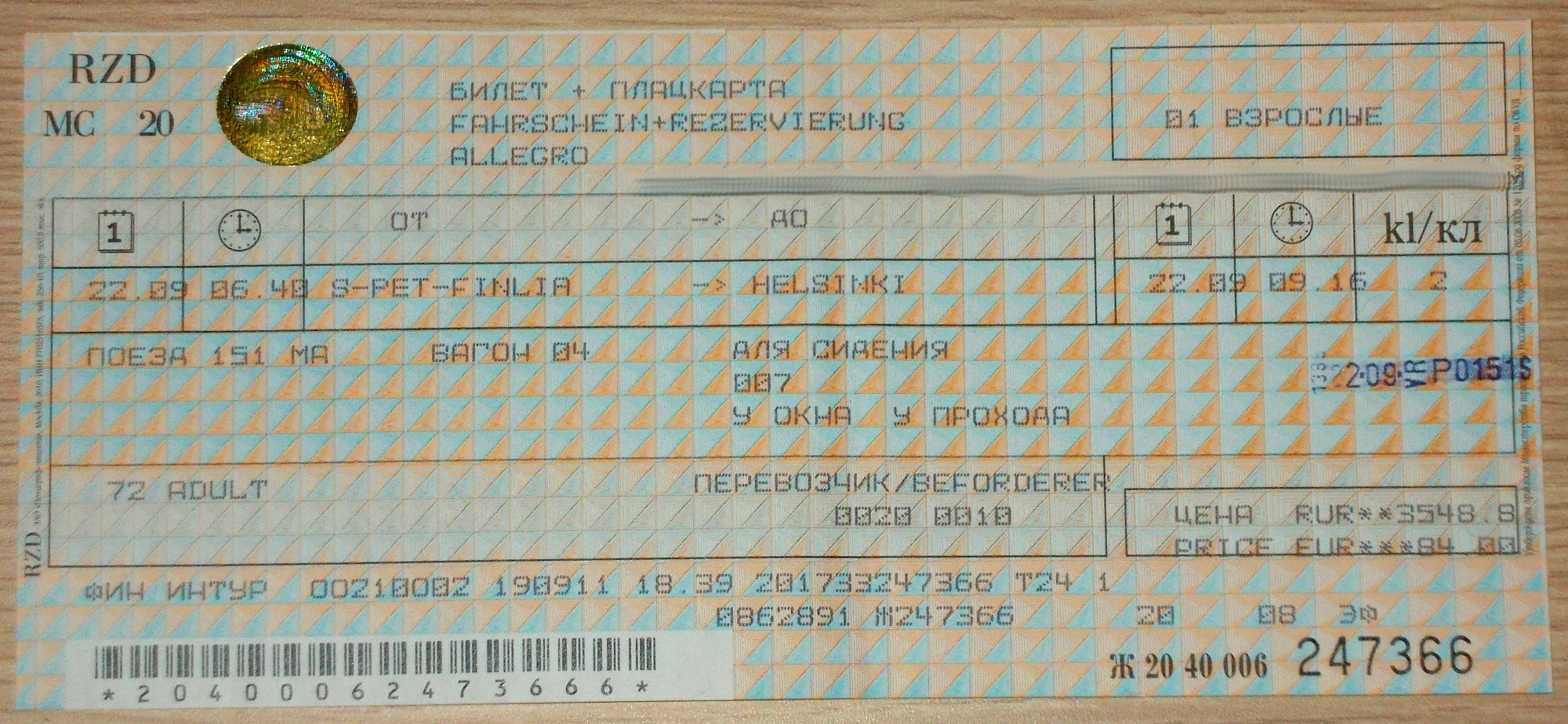